# Asplenium pseudocaudatum
Asplenium pseudocaudatum är en svartbräkenväxtart som beskrevs av Cornelis Rugier Willem Karel van Alderwerelt van Rosenburgh. Asplenium pseudocaudatum ingår i släktet Asplenium och familjen Aspleniaceae. Inga underarter finns listade.